# (5199) Dortmund
(5199) Dortmund ist ein Asteroid des mittleren Hauptgürtels, der von der sowjetischen Astronomin Ljudmyla Karatschkina am 7. September 1981 am Krim-Observatorium in Nautschnyj (IAU-Code 095) entdeckt wurde. Unbestätigte Sichtungen des Asteroiden hatte es schon am 9. Juli 1934 (1934 NO) und am 26. Juli 1951 (1951 OD) am Union-Observatorium in Johannesburg gegeben.
Der italienische Astronom Vincenzo Zappalà definiert in einer Publikation von 1995 (et al.) eine Zugehörigkeit von (5199) Dortmund zur Eunomia-Familie, einer nach (15) Eunomia benannten Gruppe zu der vermutlich fünf Prozent der Asteroiden des Hauptgürtels gehören.
Bei Beobachtungen des Asteroiden am Goodsell Observatory in Northfield, Minnesota 2003 wurde der Durchmesser des Asteroiden auf circa 15 Kilometer geschätzt. Dieser Durchmesser ist jedoch nicht offiziell bestätigt, da die Albedo nicht bekannt ist.
(5199) Dortmund wurde am 1. September 1993 nach der Stadt Dortmund benannt, die seit 1978 eine Städtepartnerschaft mit Rostow am Don hat. Bei der Namenseinreichung wurde Dortmund fälschlicherweise als Hauptstadt Nordrhein-Westfalens bezeichnet.